# جي إم بي كلاس 71
جي إم بي كلاس 71 (بالإنجليزية: GMB Class 71)‏ هو قطار كهربائي نرويجي، صنع هذا القطار عن طريق شركة أدترانز سترومن وتبلغ السرعة القصوى لهذا القطار 210 كم/في الساعة.